# Aeropuerto de Valle de la Pascua "Tomás Montilla"
Aeropuerto de Valle de La Pascua "Tomas Montilla" es un aeropuerto público que está ubicado en la ciudad de Valle de La Pascua, estado Guarico en Venezuela, sirviendo principalmente a la ciudad de Valle de La Pascua y poblaciones cercanas. Posee una pista de 1.5 km de largo por 50  m de ancho. Antiguamente tenía vuelos de la extinta Avensa con destino a la ciudad de Charallave y recientemente de Albatros Airlines con destino a ciudad de Maracay.

La Frecuencia radial de la torre de control es: 118.65 MHz.

## Información General del Aeropuerto
- Identificador: SVVP

## Información de la Pista
- Rumbo: 08/26
- Altura: 410 ft. (125 m)
- Dimensiones: 4.921 pies × 164 pies / 1.500 m x 50 m
- Superficie: Asfalto.

## Reapertura de operaciones comerciales
Actualmente existe un plan de reapertura de vuelos comerciales en el aeropuerto iniciado por el Gobernador del estado Guárico, José Manuel Vásquez, quien ha informado que la línea aérea Conviasa iniciará operaciones en el mes de febrero del 2023, después de cumplir con los requisitos exigidos por la ley y la disponibilidad de las aeronaves, gracias a un acuerdo alcanzado entre el Ministerio del Poder Popular para el Transporte y la Gobernación del estado Guárico.

## Destinos nacionales
| Destinos | Nombre del aeropuerto                               | Aerolíneas | Frecuencia     |
| -------- | --------------------------------------------------- | ---------- | -------------- |
| Caracas  | Aeropuerto Internacional de Maiquetía Simón Bolívar | Conviasa   | (Próximamente) |

## Antiguos destinos
| Destinos   | Nombre del aeropuerto                       | Aerolíneas        |
| ---------- | ------------------------------------------- | ----------------- |
| Charallave | Aeropuerto de Caracas-Óscar Machado Zuloaga | Avensa            |
| Maracay    | Aeropuerto Los Tacariguas                   | Albatros Airlines |